# Trenulețul
Trenulețul è un singolo dei gruppi musicali moldavi Zdob și Zdub e Advahov Brothers, pubblicato il 10 dicembre 2021 su etichetta discografica MediaPro Music, facente parte del gruppo della Universal Music Romania.

## Descrizione
La canzone racconta di un allegro viaggio in treno tra Bucarest e Chișinău. È stata pubblicata nell'occasione della riapertura, dopo molti anni di inattività, della linea ferroviaria tra le due capitali.
Il 24 gennaio 2022 è stato annunciato che l'emittente radiotelevisiva pubblica TeleRadio Moldova (TRM) avrebbe organizzato per il successivo 29 gennaio le audizioni per un programma di selezione nazionale per l'Eurovision Song Contest 2022 da mandare in onda a marzo, e che 29 artisti, fra cui gli Zdob și Zdub e gli Advahov Brothers, erano stati selezionati e invitati a prendere parte all'evento. Tuttavia, il giorno precedente TRM ha preso la decisione di selezionare il rappresentante nazionale internamente. In seguito alle audizioni, che si sono tenute in tre ore negli studi televisivi di Chișinău, una giuria interna ha avuto modo di valutare le esibizioni. La decisione è stata presa immediatamente dopo, e al telegiornale serale dello stesso giorno è stato annunciato che gli Zdob și Zdub e i Frații Advahov avrebbero rappresentato il loro paese all'Eurovision con Trenulețul.
Nel maggio successivo, dopo essersi qualificati dalla prima semifinale, gli Zdob și Zdub e gli Advahov Brothers si sono esibiti nella finale eurovisiva, dove si sono piazzati al 7º posto su 25 partecipanti con 253 punti ottenuti, di cui 239 dal televoto, rendendoli i secondi preferiti dal pubblico dell'intera edizione dopo l'Ucraina.

## Tracce
Testi e musiche di Andrei Cebotari, Victor Dandeș, Mihai Gîncu, Roman Iagupov, Valeriu Mazîlu, Sveatoslav Staruș, Vasile Advahov e Vitalie Advahov.
1. Trenulețul – 3:00

## Classifiche
| Classifica (2022) | Posizione massima |
| ----------------- | ----------------- |
| Islanda           | 21                |
| Lituania          | 14                |